# Sviatoslav Knouchevitski
Sviatoslav Nikolaïevitch Knouchevitski (en russe : Святослав Николаевич Кнушевицкий ; 24 décembre 1907 (6 janvier 1908 dans le calendrier grégorien), Petrovsk – 19 février 1963, Moscou) est un violoncelliste soviétique russe.
Il est particulièrement connu pour son partenariat avec David Oïstrakh et Lev Oborine dans un célèbre trio fondé en 1940 et dans lequel il a joué jusqu'à sa mort. Après Mstislav Rostropovitch et Daniil Chafran, il est considéré comme le plus grand violoncelliste russe du XXe siècle.

## Biographie
Sviatoslav Knouchevitski est né à Petrovsk le 24 décembre 1907 (6 janvier 1908 dans le calendrier grégorien), mais étudie au Conservatoire de Moscou avec Semion Kozoloupov,, jusqu'à sa médaille d'or. Il rejoint l'orchestre du Théâtre Bolchoï en 1929, devenant soliste principal dès 1943.
En 1933, Knouchevitski gagne le premier prix du concours musical de l'Union. En 1940, il rejoint en tant que partenaire le violoniste David Oïstrakh et le pianiste Lev Oborine dans un célèbre trio, souvent appelé le Trio Oistrakh, avec qui il se produit en concerts et réalise de nombreux et grands enregistrements dans plusieurs pays. Il participe également à un quatuor à cordes avec Oïstrakh, Piotr Bondarenko et Mikhaïl Terian,, connu sous le nom de Quatuor Beethoven. Ses interprétations de sonates avec Oïstrakh, sont considérées à l'égal des duos postérieurs de Sviatoslav Richter et Mstislav Rostropovitch.
En 1941, Knouchevitski est intégré à l'équipe du Conservatoire de Moscou et devient professeur en 1950. De 1954 à 1959, il y est responsable des classes de violoncelle et de contrebasse. Parmi ses élèves on trouve notamment Stepan Popov, Mikhaïl Khomitser et Evgueni Altman, et le contrebassiste Rodion Azarkhine.
Trois compositeurs ont écrit et dédié pour lui des concertos pour violoncelle :
- Nikolaï Miaskovski, Concerto pour violoncelle en ut mineur, 1944. Créé à Moscou, le 17 mars 1945[10] ; le premier enregistrement a cependant été effectué par Rostropovich en 1956[11].
- Aram Khatchatourian, Concerto pour violoncelle en mi mineur, 1946. Créé à Moscou, le 30 octobre 1946. Le compositeur avait déjà écrit pour les autres membres du trio : un Concerto pour piano en ré bémol, en 1936 pour Lev Oborine et un Concerto pour violon en ré mineur en 1940 pour David Oïstrakh.
- Reinhold Glière, Concerto pour violoncelle en ré mineur, op. 87, 1946.

D'autres compositeur comme Sergueï Vassilenko et Alexandre Goedicke ont aussi écrit pour lui. Son répertoire comprenait le grand courant d'œuvres pour concerto, des œuvres de chambre et de petites pièces et arrangements, jusqu'aux contemporains et plus rarement des œuvres de Richard Strauss telles sa Sonate pour violoncelle ou les Suites pour violoncelle seul de Max Reger.
Il a reçu le prix d'État d'URSS (prix Staline) en 1950 et le titre d'artiste émérite de la fédération en 1956.
Sviatoslav Knouchevitski était un alcoolique, qui tout au long de sa vie avait un style de vie frénétique, ce qui a contribué à sa mort prématurée à l'âge de 55 ans, en 1963, à Moscou.

## Famille
Son frère, Victor (1906–1974) est violoniste et dès 1936 chef d'orchestre d'un ensemble réputé de jazz russe, L'Orchestre d'État de Jazz de l'URSS,.
Son épouse, Natalia Spiller (1909–1995), est soprano, soliste au Théâtre Bolchoï pendant plus de trente ans. Elle était très appréciée de Staline et a souvent chanté au Kremlin. Elle enseignait à l’Institut Gnessin, de 1950 à 1976,.

## Enregistrements (sélection)
- Beethoven, Triple concerto en ut - Oborin, Oistrakh, Knouchevitski, Orchestre Philharmonia, dir. Malcolm Sargent[7],[13]
- Beethoven, Trio Archiduc[13]
- Borodine, Sextuor à cordes en ré mineur - avec Rudolf Barchaï et le Quatuor du Théâtre du Bolchoï
- Brahms, Double concerto - avec Oistrakh, Orchestre symphonique d'URSS, dir. Karl Eliasberg[14]
- Chopin, Trio avec piano en sol mineur, op. 8[15],[16]
- Dvořák, Trio avec piano no 4, Dumky, op. 90[16] et le Trio en fa mineur, op. 65[17]
- Khachaturian, Concerto pour violoncelle en mi mineur (à la création ; puis plus tard, sous la direction d'Aleksandr Gauk)[18]
- Myaskovski, Sonate pour violoncelle no 1 en ré majeur, op. 12[10]
- Popper, Concerto pour violoncelle en ut
- Rachmaninoff, Sonate pour violoncelle en sol mineur, op. 19
- Ravel, Trio avec piano en la mineur[16]
- Rimski-Korsakov, Trio avec piano en ut majeur (1897, inachevé ; complété en 1939 par Maximilian Steinberg ; enregistrement de la création)[19]
- Saint-Saëns, Concerto pour violoncelle no 1 en la mineur, op. 33
- Schubert, Octuor en fa majeur, D. 803[13]
- Schubert, Trio avec piano no 1 en si-bémol[13]
- Schubert, Trio avec piano no 2 en mi-bémol[15]
- Schumann, Trio avec piano no 2 en fa majeur, op. 80
- Chostakovitch, Trio avec piano no 2 en mi mineur, op. 67[20]
- Smetana, Trio avec piano en sol mineur, op. 15[16],[19]
- Tchaikovsky, Variations sur un thème Rococo, op. 33 - direction Aleksandr Gauk[18]
- Tchaikovski, Trio avec piano en la mineur, op. 50[21]
- Tchaikovski, Sextuor à cordes en ré mineur, Souvenir de Florence, op. 70 - avec Elizaveta Gilels (violon), Rudolf Barshai et Genrikh Talalyan (altos) et Mstislav Rostropovich (violoncelle)[22].

## Récompenses
- ordre du Drapeau rouge du Travail : 1946
- prix Staline : 1950